# Кампусано, Хульета
Хульета Кампуса́но (исп. Julieta Campusano; 31 мая 1918, Кокимбо — 11 июня 1991, Сантьяго) — чилийская общественная и политическая деятельница, член Коммунистической партии Чили (КПЧ). Кампусано была членом Центрального Комитета КПЧ (с 1944 года), а затем и Политкомиссии ЦК КПЧ. Длительное время возглавляла женское движение в стране.

## Биография
Из шахтёрской семьи. Вступила на путь революционной борьбы за равноправие женщин с 14 лет. Выступала единство женского движения в Чили. В Коммунистической партии также состояла с самого раннего возраста.
В 1944 году была основана Чилийская федерация женских институтов (FECHIF), одной из лидеров которой стала Кампусано. В 1947 году она была избрана муниципальной советницей в Сантьяго-де-Чили.
Во время правления Габриэля Гонсалеса Виделы был принят «Проклятый закон», объявивший компартию вне закона. За принадлежность к КПЧ и деятельность в защиту трудящихся классов в 1949 была арестована и брошена в тюрьму и Кампусано. Она была вынуждена уйти из публичой общественной жизни до 1958 года, когда закон был отменён.
Вернувшись в чилийскую политику, в 1961 году она была избрана депутатом от 7-й департаментской группы Сантьяго на период с 1961 по 1965 год. Она оставалась в Конгрессе до переворота 1973 года. В 1965 году она была избрана в Сенат от провинций Атакама и Кокимбо, став первым сенатором в истории своей партии. Пережив покушение ультраправых боевиков из Команды Роландо Матуса, она была переизбрана по тому же округу на период с 1973 по 1981 год, однако срок был прерван переворотом.
После государственного переворота 11 сентября 1973 года часть руководства Коммунистической партии решило попросить убежища в посольстве Нидерландов. Кампусано укрылась там вместе с генеральным секретарём Коммунистической молодёжи Чили Гладис Марин, бывшим министром финансов Орландо Милласом и депутатом Мирейей Бальтрой. Они оставались на территории посольства в течение девяти месяцев, а затем Кампусано отправилась в изгнание. Она жила в эмиграции в Германии, на Кубе, в Голландии и Аргентине, где участвовала в акциях солидарности против военной диктатуры.
Находясь за рубежом, активно участвовала в работе руководящих органов Международной демократической федерации женщин, входила в её Секретариат. Ещё в 1963 году была делегатом Всемирного конгресса женщин в Москве. В 1969 году за активное участие в Движении сторонников мира награждена Золотой медалью Мира имени Фредерика Жолио-Кюри.
В 1980-х годах она вместе с Мирейей Бальтрой тайно вернулась в Чили, но была арестована. В мае 1987 года ее приговорили к ссылке в Сьерра-Горду на севере Чили. Однако вскоре она возвратилась в Сантьяго и начала работать над восстановлением демократии. Она стала одним из первых коммунистических лидеров, зарегистрировавшихся в списках избирателей. Она умерла от рака в 1991 году.